# Sinzendorf (Waldmünchen)
Sinzendorf ist ein Ortsteil der Stadt Waldmünchen im Landkreis Cham des Regierungsbezirks Oberpfalz im Freistaat Bayern.

## Geografie

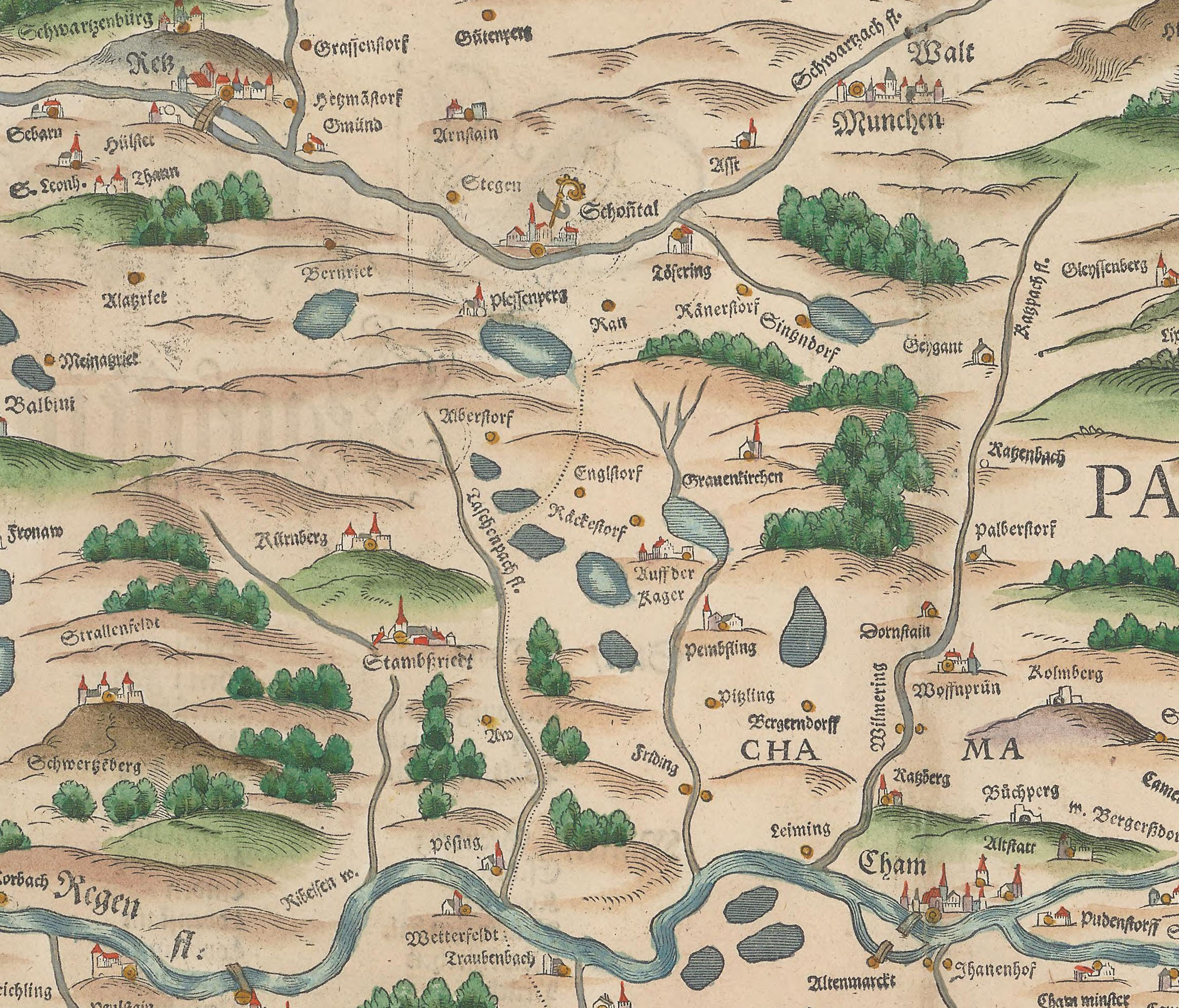
Sinzendorf auf der Apian-Karte von 1568

Sinzendorf liegt 1 Kilometer westlich der Bahnstrecke Cham–Waldmünchen und der parallel zur Bahnlinie verlaufenden Staatsstraße 2146, 5,7 Kilometer südwestlich von Waldmünchen und 8,2 Kilometer südwestlich der tschechischen Grenze. Südöstlich von Sinzendorf befindet sich das Feuchtgebiet Sinzenweiher, nördlich erhebt sich der 537 Meter hohe Hasenbierl und südlich der 596 Meter hohe Bleschenberg mit dem Schratzelloch. Auf dem Bleschenberg befindet sich das Bodendenkmal Burgstall Bleschenberg. Am Südrand von Sinzendorf vorbei fließt der Stelzenbach (auch: Sinzenbach) in Richtung Westen.

## Geschichte
Sinzendorf (auch: Zinsendorf, Sinczzendorff, Synzendorff, Sinzendorff, Sünzendorff) gehört zu den -dorf-Orten. Die Ortsnamenforschung kennzeichnet die auf -dorf endenden Ortsnamen als Gründungen aus dem 9. bis 12. Jahrhundert. Solche Ortsnamen treten in der Umgebung von Waldmünchen gehäuft auf.
1298 wurde Sinzendorf erstmals schriftlich erwähnt, als Albrecht von Stauff dem Kloster Walderbach ein Lehen zu Sinzendorf als Seelgerät stiftete. Im Leuchtenberger Lehenbuch von 1396 wurde Albrecht von Ratendorf (Rottendorf (Schmidgaden)) mit einer Mannschaft in Sinzendorf erwähnt. Sinzendorf wurde im Verzeichnis der Erträge des Klosters Schönthal von 1429 aufgeführt. In der Übersicht der zum Kloster Walderbach grundbaren Dörfer von 1596 erschien Sinzendorf mit einem Hof.
In der Amtsbeschreibung von 1550 wurde der Sinzenweiher (auch: Sinzn Weier) als der größte Weiher im Amt Waldmünchen genannt. Das Gelände dieses Weihers besteht bis in die Gegenwart unter gleichem Namen als Feuchtgebiet weiter.
1563 hatte Sinzendorf 9 Mannschaften. 1588 gab es in Sinzendorf 1 Hof, 8 Güter, 3 Sölden, 1 Inwohner. 1596 war in Sinzendorf ein Hof grundbar zum Kloster Walderbach. 1622 hatte Sinzendorf 11 Mannschaften. 1630 wurden für Sinzendorf 2 Höfe, 6 Güter, 1 Sölde, 1 Söldengütl, 1 Söldenhäusl und 2 Inwohner aufgeführt. 1703 gab es in Sinzendorf 1 Hof, 6 Güter, 3 Sölden, 1 Häusler. 1808 hatte die Ortschaft 11 Anwesen, eine Mühle und ein Hüthaus.
1808 wurde die Verordnung über das allgemeine Steuerprovisorium erlassen. Mit ihr wurde das Steuerwesen in Bayern neu geordnet und es wurden Steuerdistrikte gebildet. Dabei kam Sinzendorf zum Steuerdistrikt Geigant. Der Steuerdistrikt Geigant bestand aus den Dörfern Geigant, Haschaberg und Sinzendorf, dem Weiler Roßhof und der Einöde Almosmühl.
1820 wurden im Landgericht Waldmünchen Ruralgemeinden gebildet. Dabei wurde Sinzendorf Ruralgemeinde. Zur Ruralgemeinde Sinzendorf gehörten neben Sinzendorf mit 24 Familien das Dorf Haschaberg mit 9 Familien und die Einöde Almosmühl mit 2 Familien.
1829 und 1836 bemühte sich die Gemeinde Sinzendorf um eine Eingemeindung in die Gemeinde Rannersdorf. Diese Anträge wurden jedoch von der Regierung abgelehnt. Am 1. Mai 1978 verlor die Gemeinde Sinzendorf ihre Selbständigkeit und wurde in die Stadt Waldmünchen eingegliedert.
Sinzendorf gehört zur Pfarrkuratie Geigant. 1997 hatte Sinzendorf 110 Katholiken.

## Einwohnerentwicklung ab 1820
| Jahr | Einwohner   | Gebäude |
| ---- | ----------- | ------- |
| 1820 | 24 Familien | k. A.   |
| 1838 | 110         | 14      |
| 1861 | 122         | 35      |
| 1871 | 110         | 50      |
| 1885 | 117         | 14      |
| 1900 | 115         | 14      |
| 1913 | 122         | 13      |

| Jahr | Einwohner | Gebäude |
| ---- | --------- | ------- |
| 1925 | 107       | 15      |
| 1950 | 126       | 18      |
| 1961 | 87        | 17      |
| 1970 | 97        | k. A.   |
| 1987 | 105       | 22      |
| 2011 | 101       | k. A.   |